# Flazasulfuron
Flazasulfuron ist eine chemische Verbindung aus der Gruppe der Sulfonylharnstoffe und ein 1989 von ISK eingeführtes Herbizid.

## Gewinnung und Darstellung
Flazasulfuron kann ausgehend von 3-Picolin gewonnen werden. Dieses wird zunächst zu 2-Chlor-3-trifluormethylpyridin fluoriert und chloriert und weiter mit Natriumhydrogensulfid zum Thioketon umgesetzt. Dieses reagiert mit Chlor, wird hydrolysiert und reagiert mit Ammoniumhydroxid zum Sulfonamid, das mit dem Isocyanat von 2-Amino-4,6-dimethoxypyrimidin kuppelt.

## Verwendung
Flazasulfuron wird als systemisches Herbizid gegen breitblättrige Unkräuter und Ungräser in verschiedenen Kulturen, wie von z. B. Wein, Obst, Olivenbäumen, Zitrusfrüchten sowie in Weihnachtsbaumkulturen eingesetzt. Es wirkt durch Hemmung der Acetolactat-Synthase (ALS-Inhibitor).

## Zulassung
In Deutschland, Österreich und der Schweiz sind Pflanzenschutzmittel mit Flazasulfuron als Wirkstoff zugelassen (Chikara).